# Kalanchoe rubella
Kalanchoe rubella ist eine Pflanzenart der Gattung Kalanchoe in der Familie der Dickblattgewächse (Crassulaceae). Das Artepitheton rubella stammt aus dem Lateinischen, bedeutet ‚rötlich‘ und verweist auf die Farbe der Blütenkrone.

## Beschreibung

### Vegetative Merkmale
Kalanchoe rubella ist eine vollständig kahle, ausdauernde Pflanze, die Wuchshöhen von 1 bis 2 Metern erreicht. Die Triebe sind mit zahlreichen weißen Lentizellen besetzt. Die gestielten, fleischigen Laubblätter sind unpaarig gefiedert. Der verbreiterte Stiel ist breit stängelumfassend und etwa 5 Zentimeter lang. Die drei bis neun sitzenden oder deutlich gestielten Teilblätter sind dunkelgrün und weiß gefleckt. Die asymmetrisch länglich eiförmige, an ihrer Unterseite etwas rote Blattspreite ist 4 bis 12 Zentimeter lang und 2 bis 5 Zentimeter breit. Die Blattspitze ist stumpf, die Basis keilförmig. Die Blattränder sind tief gekerbt.

### Blütenstände und Blüten
Der Blütenstand ist eine lockere Rispe mit etwa 100 hängenden Blüten und einem etwa 30 Zentimeter langen Blütenstandsstiel. Die rosafarbenen Blütenstiele sind 12 bis 23 Millimeter lang. Der leicht glockenförmige, häutige Kelch ist gelbgrün mit rotpurpurnen Linien. Die Kelchröhre ist 14 bis 16 Millimeter lang. Ihre dreieckigen, zugespitzten, dornenspitzigen Kelchzipfel weisen eine Länge von 6 bis 8 Millimeter auf und sind 7 bis 8,5 Millimeter breit. Die Blütenkrone ist leuchtend rot, orange bis gelb. Die mehr oder weniger zylindrische, 22 bis 23 Millimeter lange Kronröhre hat länglich halbkreisförmige, zugespitzte Zipfel von 5 bis 6 Millimeter Länge und ebensolcher Breite. Die Staubblätter sind unterhalb der Mitte der Kronröhre angeheftet und ragen nicht aus der Kronröhre heraus. Die eiförmigen, ausgerandeten Staubbeutel sind etwa 2,5 Millimeter groß. Die linealisch-länglichen, ausgerandeten Nektarschüppchen sind etwa 2,5 Millimeter lang und 0,7 Millimeter breit. Das Fruchtblatt ist zwischen 5 und 6 Millimeter, der Griffel zwischen 15 und 18 Millimeter lang.

## Systematik und Verbreitung
Kalanchoe rubella ist in Zentral- und Ost-Madagaskar an feuchten Stellen in Wäldern verbreitet.
Die Erstbeschreibung als Bryophyllum rubellum durch John Gilbert Baker wurde 1889 veröffentlicht. Raymond-Hamet stellte die Art 1915 in die Gattung Kalanchoe.
Kalanchoe rubella ist sehr nahe mit Kalanchoe prolifera und Kalanchoe pinnata verwandt.

## Nachweise